# William Fox-Pitt
William Speed Lane Fox-Pitt (* 2. Januar 1969 in Hampstead) ist ein britischer Vielseitigkeitsreiter.

## Karriere
Fox-Pitt begann vierjährig zu reiten, mit fünfzehn begann er mit der Vielseitigkeit. Mit Steadfast gewann er 1987 die Einzel-Silbermedaille bei den Europameisterschaften der Junioren und nahm 1989 und 1990 erfolgreich an den Europameisterschaften der Jungen Reiter teil. Im Jahr 1996 war Fox-Pitt erstmals bei den Olympischen Spielen am Start, seit den 2000er Jahren ist er beständiges Mitglied der britischen Championatsequipen. Bei der Weltreiterspielen 2010 gewann er die Einzel-Silbermedaille, vier Jahre später errang er Einzelbronze. Er hält den Rekord für die meisten Siege bei den Burghley Horse Trials, er gewann in den Jahren 1994, 2002, 2005, 2007, 2008 und 2011.
Bei den Weltmeisterschaften der Jungen Vielseitigkeitspferde in Le Lion d’Angers stürzte William Fox-Pitt im Oktober 2015 schwer. Während sein Pferd unverletzt blieb, erlitt er ein Schädel-Hirn-Trauma. Nachdem er zunächst in ein künstliches Koma gelegt wurde, konnte er zwei Wochen später bereits die Intensivstation verlassen. Im April 2016 konnte er wieder an Turnieren teilnehmen.
Bei seinen fünften Olympischen Spielen, 2016 in Rio de Janeiro, war er mit Chilli Morning am Start. Nachdem er nach der Dressur in Führung gelegen war, musste er (wie alle britischen Reiter) im Gelände eine zweistellige Zahl am Minuspunkten hinnehmen. Mit einer fehlerfreien Mannschaftsspringprüfung konnte sich die Equipe noch auf den fünften Rang hocharbeiten, Fox-Pitt kam in der Einzelwertung auf den zwölften Rang.
Fox-Pitt ist ein regelmäßiger Horse-&-Hound-Kolumnist. Fox-Pitt gilt mit einer Größe 1,98 Meter als einer der größten international aktiven Vielseitigkeitsreiter.

## Privates
Fox-Pitt stammt aus einer Reiterfamilie, sowohl seine Eltern, als auch seine Geschwister sind im Sport aktiv.
Er besuchte das Eton College und die University of London. William Fox-Pitt ist mit Channel 4-Moderatorin Alice Plunkett verheiratet, mit der er zwei Söhne hat.

## Pferde (Auszug)

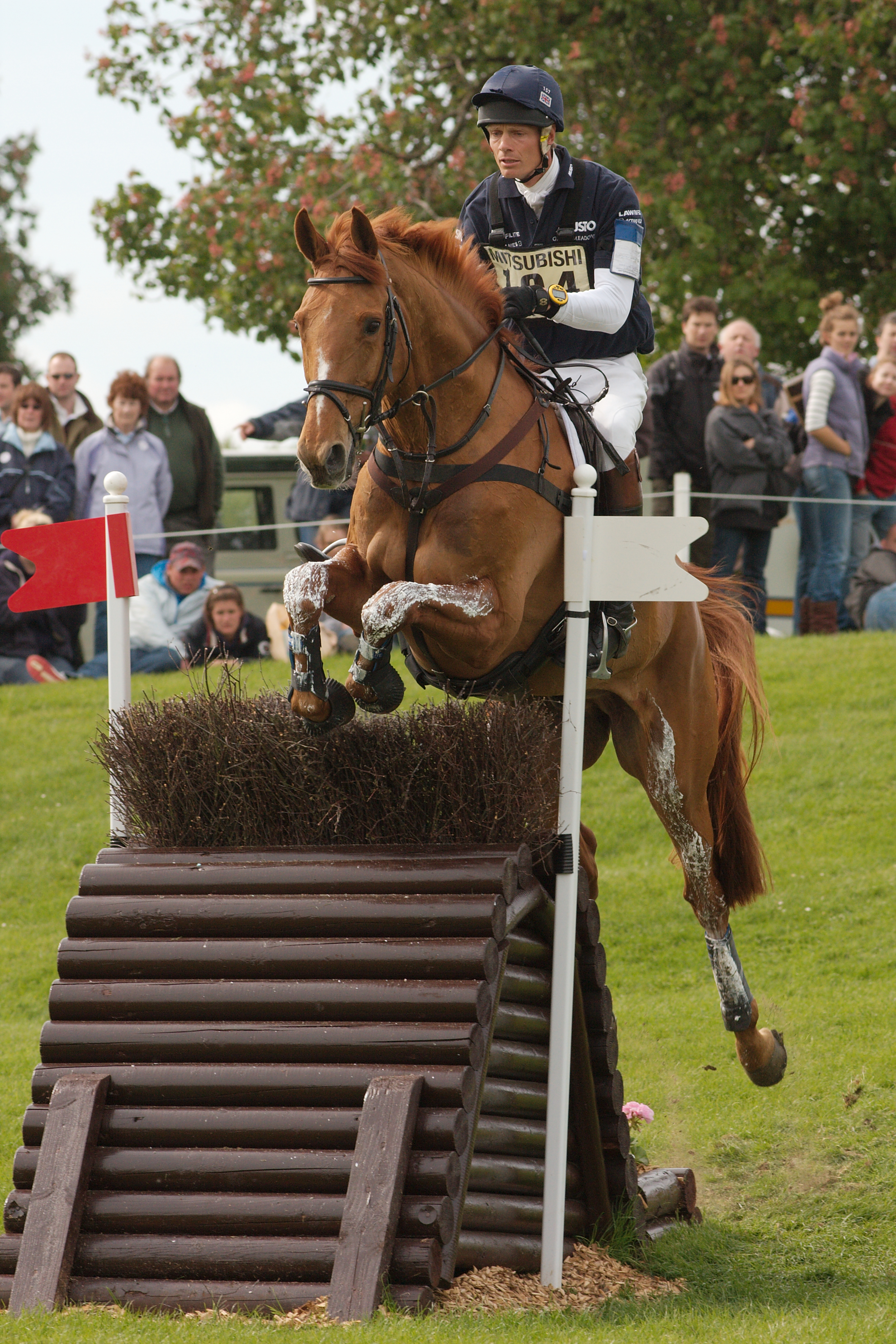
William Fox-Pitt mit Idalgo bei den Badminton Horse Trials 2009

- Chilli Morning (* 2000; † 2020, kollabierte beim Grasen auf der heimischen Weide und verstarb[5]), Brandenburger Hengst, Vater: Phantomic xx, Muttervater: Kolibri[6]
- Cool Mountain (* 2000), brauner Wallach, Vater: Primitive Rising, Muttervater: Ideiots Delight[7]
- Bay My Hero (* 2003), brauner Irischer Wallach, Vater: Cult Hero, Muttervater: Tomgar Power Crest[8]
- Tamarillo (1992–2015), Anglo-Araber, brauner Wallach, Vater: Tarnik, Mutter: Mellita[9][10]
- Seacookie TSF (* 1999; † 2024), brauner Trakehner Wallach, Vater: Helikon xx, Muttervater: Onassis

## Erfolge
- Olympische Spiele:
  - 1996, Atlanta: mit Cosmopolitan II 5. Platz mit der Mannschaft
  - 2004, Athen: mit Tamarillo Silbermedaille mit der Mannschaft
  - 2008, Hongkong: mit Parkmore Ed Bronzemedaille mit der Mannschaft, 12. Platz in der Einzelwertung
  - 2012, London: mit Lionheart Silbermedaille mit der Mannschaft, 27. Platz in der Einzelwertung
  - 2016, Rio de Janeiro: mit Chilli Morning 5. Platz mit der Mannschaft, 12. Platz in der Einzelwertung

- Weltreiterspiele:
  - 2002, Jerez de la Frontera: mit Tamarillo Bronzemedaille mit der Mannschaft, 14. Platz in der Einzelwertung
  - 2006, Aachen: mit Tamarillo Silbermedaille mit der Mannschaft, 15. Platz in der Einzelwertung
  - 2010, Lexington (Kentucky): mit Cool Mountain Goldmedaille mit der Mannschaft, Silbermedaille in der Einzelwertung
  - 2014, Haras du Pin/Caen: mit Chilli Morning Silbermedaille mit der Mannschaft, Bronzemedaille in der Einzelwertung

- Europameisterschaften:
  - 1987, Pratoni del Vivaro (Junioren): mit Steadfast Silbermedaille in der Einzelwertung
  - 1989, Achselschwang (Junge Reiter): mit Steadfast Silbermedaille mit der Mannschaft, 4. Platz in der Einzelwertung
  - 1990, Rotherfield Park (Junge Reiter): mit Steadfast Goldmedaille mit der Mannschaft, 4. Platz in der Einzelwertung
  - 2003, Punchestown: mit Moon Man Goldmedaille mit der Mannschaft, 8. Platz in der Einzelwertung
  - 2005, Blenheim: mit Tamarillo Goldmedaille mit der Mannschaft, Silbermedaille in der Einzelwertung
  - 2009, Fontainebleau: mit Idalgo du Donjon Goldmedaille mit der Mannschaft, 4. Platz in der Einzelwertung
  - 2011, Luhmühlen: mit Cool Mountain Bronzemedaille mit der Mannschaft, 7. Platz in der Einzelwertung
  - 2013, Malmö: mit Chilli Morning 6. Platz mit der Mannschaft, Bronzemedaille in der Einzelwertung
  - 2015, Blair Castle: mit Bay My Hero Silbermedaille mit der Mannschaft, in der Einzelwertung ausgeschieden

- Weltcupfinale:
  - 2005, Malmö: mit Ballin Coola 4. Platz